# Русанов, Николай Николаевич
Николай Николаевич Русанов (10 мая 1862, Самара — 6 апреля 1933, Ленинград) — один из основателей обновленческого раскола в мае 1922 года, в котором получил сан архиепископа. До 1922 года — священник Русской православной церкви.

## Биография
Родился 10 мая 1862 года в Самаре в семье священника.
В 1876 году окончил Николаевское духовное училище. В 1882 года окончил Самарскую духовную семинарию. В 1886 году окончил Казанскую духовную академию со степенью кандидата богословия.
25 января 1887 года назначен помощником инспектора Саратовской духовной семинарии.
25 декабря 1888 года рукоположен в сан священника и назначен сверх штата к Вознесенскому кафедральному собору города Самары. 14 сентября 1889 года награждён набедренником.
24 октября 1889 года смотритель Николаевского духовного училища. Награждён бархатной фиолетовой скуфьей. 12 апреля 1895 года награждён камилавкой.
21 января 1896 года назначен настоятелем Покровской церкви слободы Покровской Новоузенского уезда Самарской губернии и благочинный церквей 4-го округа Новоузенского уезда.
Перешёл в Саратовскую епархию. 1 августа 1896 года назначен законоучителем Вольского реального училища. 19 апреля 1900 года награждён наперсным крестом, от Святейшего Синода выдаваемым. 18 апреля 1903 года награждён саном протоиерея.
В 1909 года назначен законоучитель 2-й Саратовской мужской гимназии.
21 апреля 1909 года назначен настоятелем Марие-Магдалининской церкви при Саратовском Мариинском детском приюте, с оставлением в должности законоучителя гимназии.
7 августа 1913 года был уволен за штат. В 1914 году принят в Ведомство военного и морского духовенства. 3 марта 1914 года назначен священником Питиримовской церкви при приюте имени генерал-майора Н. М. Евреинова для вдов и сирот офицеров гвардейского корпуса в Лесном города Санкт-Петербурга.
1 апреля 1917 года назначен священником Александро-Невского кафедрального собора города Саратова. 14 апреля того же года назначен ключарём того же собора.
После издания 23 февраля 1922 года декрета об изъятии церковных ценностей подключился к организованной властями кампании. Вместе с протоиереем Сергием Ледовским и группой саратовских мирян опубликовал в местной прессе восторженные отзывы о декрете. Русанов и Ледовский, получив в своё распоряжение от горсовета автомашину, разъезжали на ней по церквам и усердно агитировали в пользу добровольной передачи церковных ценностей. Знавшие их были очень удивлены, так как почтенные протоиереи в прошлом не проявляли никаких «либеральных» тенденций, а напротив, казались принадлежащими к самой консервативной части саратовского духовенства.
14 марта 1922 года ГПУ разослало по ряду губернских городов шифротелеграмму «о стягивании в Москву нужного духовенства». Местные сотрудники ЧК должны были «предложить осведомителям-церковникам, проваленным, непригодным для работы на местах, выехать в Москву для временной агитационной работы». Прибыв в Москву, «осведомители-церковники» позднее 20 марта должны были явиться к руководителю VI отделения секретного отдела ГПУ Анатолию Рутковскому. Их работа оплачивалась. Выбор в Саратове пал на протоиереев Сергия Ледовского и Николая Русанова.
В марте 1922 года выехал в Москву, где с разрешения патриарха Тихона вошёл в состав Центральной комиссии по изъятию церковных ценностей.
Ледовский и Русанов быстро нашли взаимопонимание с прибывшими в мае 1922 года из Петрограда будущими лидерами обновленческого раскола. 4 мая вместе с Сергием Ледовским и Александром Введенским участвовал в диспуте «Ужасы Поволжья и Церковь» в зале бывшего Дворянского собрания. 13 мая 1922 года он подписал воззвание «Верующим сынам Православной Церкви России», призывавшее к осуждению иерархов, «виновных в организации противодействия государственной власти». Это был первый документ, подписанный совместно московскими, петроградскими и саратовскими обновленцами и являвшийся программным для «Живой Церкви».
Принимал активное участие в деятельности высшего органа управления обновленцев — Высшего церковного управления (ВЦУ) в первые недели его существования. 28 июня 1922 года награждён митрой.
3 июля 1922 года протоиереем Николаем Русановым от обновленческого ВЦУ был получен мандат № 338 на проведение собрания группы «Живая церковь» совместно с представителями города Петровска. На собрании, состоявшемся 11 июля постановили избрать «Временное Управление Саратовской Церкви» под председательством епископа Николая (Позднева), куда в том числе вошли протоиереи Русанов и Ледовский. 19 июля 1922 года назначен уполномоченным обновленческого ВЦУ по Саратовской епархии.
В августе 1922 года был участником Всероссийского съезда «Живой Церкви» в Москве, на котором избран епископом Казанским. Хиротония не состоялась. Вскоре получил предложение от главы «Живой церкви» Владимира Красницкого стать викарием Московской обновленческой епархии. Однако моральная нечистоплотность Красницкого, его почти демонстративная связь с ОГПУ претили Русанову, который покинул Москву и возвратился в Саратов.
В 1922 году был одним из редакторов саратовского журнала «Друг православного народа».
С февраля по 22 июля 1923 года настоятель Николо-Богоявленского морского собора Петрограда. В апреле-мае 1923 года участник Второго всероссийского поместного собора.
С 21 сентября 1923 по 17 января 1924 года — вновь настоятель Николо-Богоявленского морского собора Петрограда.
Овдовел. В ноябре 1926 года назначен епископом Рыбинским, викарием Ярославской обновленческой епархии и настоятелем Спасской миссионерской автономной общины города Рыбинска. 14 ноября 1926 года в Ленинграде хиротонисан во епископа Рыбинского, викария Ярославской обновленческой епархии. Хиротонию возглавлял митрополит Вениамин (Муратовский). Кафедра располагалась в Николаевском соборе города Рыбинска.
2 сентября 1927 года назначен епископом Острогожским, викарием Воронежской обновленческой епархии. Кафедра располагалась в Рождество-Богородицкой церкви Острогожска.
В июне 1928 года назначен епископом Тобольским, но от назначения отказался.
В августе 1928 года назначен епископом Бузулукским, викарием Самарской обновленческой епархии. Кафедра располагалась в Троицком соборе города Бузулука. В том же году был возведён в сан архиепископа.
В 1929 году уволен на покой. Проживал в Ленинграде. Скончался 6 апреля 1933 года.